# VK ŽAK
Vaterpolo klub ŽAK, vaterpolski klub iz Kikinde, Srbija. Osnovan je 1951. godine, a trenutno se natječe u Prvoj A ligi Srbije. Domaće utakmice igra na ŠC Jezero.

## Povijest
Klub je osnovan 7. srpnja 1951. godine kao VK Radnički, kada je i odigrana prva utakmica sa zrenjaninskim Proleterom na kupalištu „Banja“. Radnički je sa službenim natjecanjima počeo sljedeće godine, a već nakon tri godine postao je prvak Banata. Od 1962. i prelaska na novi bazen na Starom jezeru klub je napredovao i 1964. osvojio naslov prvaka NR Srbije, koji su obranili tri godine uzastopno.[2] Nakon prvobitnog imena Radnički klub se kasnije zvao VK Odred i Plivački vaterpolo klub ŽAK, dok je današnji naziv VK ŽAK dobio 1981. godine. Klub je igrao od Glinokopa u industrijskoj zoni - Bonove banje, između 1951. i 1961., u vaterpolskom „bazenu“ omeđenom u vodi konopcima, do Starog jezera od 1962. do 1978., kad je izgrađen otvoreni olimpijski bazen, čime je počeo nagli razvoj vaterpola u Kikindi. Nakon otvaranja kompleksa zatvorenih i otvorenih bazena u okviru Športskog centra Jezero 1979. godine, klub je konačno dobio sve potrebne uvjete za normalno funkcioniranje. Jedan od najvećih uspjeha u svojoj povijesti klub je postigao u sezoni 2010./11., kada je u prvom nastupu u Kupu LEN stigao do drugog kola po skupinama, osvojio četvrto mjesto u Kupu Srbije, a sezonu u Prvoj A ligi Srbije završio na petom mjestu, čime je osigurao nastup u Kupu LEN i iduće sezone, ali je zbog izostanka financijske podrške Općine Kikinda odustao od natjecanja.

## Vanjske poveznice
- Službena stranica  Arhivirana inačica izvorne stranice od 2. veljače 2013. (Wayback Machine)